# William Rutter Dawes
William Rutter Dawes (West Sussex, 19 de março de 1799 — 15 de fevereiro de 1868) foi um astrônomo inglês.

## Obras
- Dawes, William Rutter (1849). The Stars in Six Maps, on the Gnomonic Projection. [S.l.]: C. Knight